# Monte Guna
O Monte Guna ou Guna Terara é uma montanha da Etiópia, com 4120 m de altitude e 1510 m de proeminência topográfica. Situa-se perto da cidade de Debre Tabor. O monte Guna faz parte da divisória de águas entre as bacias do rio Abay (Nilo Azul) e o rio Tekezé. Neste maciço encontra-se a nascente do rio Rib, que drena para o lago Ṭana.